# Il triangolo circolare
Il triangolo circolare (Le Grain de sable) è un film del 1964 diretto da Pierre Kast.

## Trama
La morte di un potente magnate dell'acciaio, avvenuta a causa dell'esplosione dell'aereo sul quale viaggiava, scatena una feroce lotta per la successione.

## Produzione

### Riprese
Le riprese del film si sono svolte in Portogallo.

## Distribuzione

### Data di uscita
La prima del film è avvenuta in Italia il 17 dicembre 1964 ed in Francia il 12 maggio 1965.